# Georg August av Mecklenburg-Strelitz
Georg August av Mecklenburg-Strelitz (fullständigt namn: Georg August Ernst Adolf Karl Ludwig), född den 11 januari 1824 i Neustrelitz, död den 20 juni 1876 i S:t Petersburg, var en tysk hertig och general i kejserliga ryska armén.

## Biografi
Georg August var yngste son till storhertig Georg av Mecklenburg-Strelitz och dennes hustru Maria av Hessen-Kassel.
Han gifte sig 1851 i S:t Petersburg med Katharina Michailovna, storfurstinna av Ryssland (1827–1894), dotter till storfurst Michael Pavlovitj av Ryssland (1798–1849) och Charlotte av Württemberg (1807–1873). De fick fyra barn:
- Nikolaus Georg Michael Karl (född och död i S:t Petersburg 1854)
- Helene Marie Alexandra Elisabeth Auguste Karoline (född den 16 januari 1857 i S:t Petersburg, död 1936); gift 1891 med Albert av Sachsen-Altenburg (1843–1902; yngre bror till Teresia av Sachsen-Altenburg)
- Georg Alexander Michael Friedrich Wilhelm Franz Karl (född den 6 juni 1859 i Remplin, död den 5 december 1909 i S:t Petersburg); gift morganatiskt i S:t Petersburg 1890 med Natalia Vanljarskaya, grevinna von Carlow (1858–1921). Från detta par stammar den nuvarande mecklenburgske tronpretendenten Borwin av Mecklenburg
- Karl (eller Carl?) Michael Wilhelm August Alexander (född den 17 juni 1863 i Oranienbaum, död den 6 december 1934 i Remplin)